# 富春江鲥鱼
富春江鲥鱼是杭州特产。鲥鱼产于中国珠江、长江、钱塘江，其中钱塘江上游的富春江产鲥鱼效果最好。这种鱼是一种洄游鱼类。它通常生活在海里，在春夏之交，也就是端午节前后，它从杭州湾游进来，直上钱塘江，在富春江与新安江交汇的七里泷排卵，形成富春江的鲥鱼汛期。这种鱼很肥，又长又扁，嘴唇上有朱红的斑点。它的肉鲜嫩，肥美可口。它可以煮成美味的菜肴。但不宜煎，不宜煮汤，最好清蒸，洗时不去鳞。杭州名菜“清蒸鲥鱼”是用富春江鲥鱼做的。